# 버디 버디 (영화)
버디 버디(Buddy Buddy)는 미국에서 제작된 빌리 와일더 감독의 1981년 코미디 영화이다. 잭 레먼 등이 주연으로 출연하였고 제이 웨스톤 등이 제작에 참여하였다.

## 출연

### 주연
- 잭 레먼
- 월터 매튜

### 조연
- 폴라 프렌티스
- 클라우스 킨스키
- 다나 엘카
- 마일즈 샤핀
- 마이클 엔사인

## 제작진
- 원작자: 프랑시스 베베르
- 협력프로듀서: 찰스 매튜
- 미술: 다니엘 A. 로미노
- 배역: 파멜라 바스커
- 배역: 펀 챔피온

## 같이 보기
- 버디 영화